# Championnat du monde d'échecs des ordinateurs
Pour les articles homonymes, voir Championnat du monde d'échecs (homonymie).
Le championnat du monde d'échecs des ordinateurs (en anglais : World Computer Chess Championship, WCCC) est une compétition annuelle entre les programmes d'échecs. Elle se tient souvent en parallèle avec les Olympiades informatiques, une série de tournois entre ordinateurs pour d'autres jeux.

## Palmarès
La compétition est ouverte à tous les programmes d'échecs, fondés sur des microprocesseurs, des superordinateurs ou du matériel dédié au jeu d'échecs.
En 2007, Junior, le tenant du titre, a renoncé à défendre son titre.
En 2009, David Levy est intervenu pour changer les règles concernant le nombre de processeurs tournant en parallèle, il était fixé à 8 cœurs maximum pour les championnats du monde de 2010.
Après une enquête approfondie par l'International Computer Games Association (ICGA) au sujet de Rybka, qui était classé 1er de 2007 à 2010, ce programme a été déchu de ses titres, pour des raisons de plagiat des programmes Crafty et Fruit (information du 29 juin 2011).
Le vainqueur se voit remettre le trophée Shannon en mémoire du père de la théorie de l'information Claude Shannon
| #  | Année | Lieu                                   | Vainqueur(s)            |
| -- | ----- | -------------------------------------- | ----------------------- |
| 1  | 1974  | Stockholm                              | Kaissa                  |
| 2  | 1977  | Toronto                                | Chess 4.6               |
| 3  | 1980  | Linz                                   | Belle                   |
| 4  | 1983  | New York                               | Cray Blitz              |
| 5  | 1986  | Cologne                                | Cray Blitz              |
| 6  | 1989  | Edmonton, Canada                       | Deep Thought            |
| 7  | 1992  | Madrid                                 | Chessmachine, (Gideon)  |
| 8  | 1995  | Hong Kong                              | Fritz                   |
| 9  | 1999  | Paderborn, Allemagne                   | Shredder                |
| 10 | 2002  | Maastricht, Pays-Bas                   | Deep Junior             |
| 11 | 2003  | Graz, Autriche                         | Shredder                |
| 12 | 2004  | Université Bar-Ilan, Ramat Gan, Israël | Junior                  |
| 13 | 2005  | Reykjavik, Islande                     | Zappa                   |
| 14 | 2006  | Turin, Italie                          | Junior                  |
| 15 | 2007  | Amsterdam                              | Zappa                   |
| 16 | 2008  | Pékin                                  | HIARCS                  |
| 17 | 2009  | Mayence, Allemagne                     | Junior, Shredder, Sjeng |
| 18 | 2010  | Kanazawa, Japon                        | Rondo, Thinker          |
| 19 | 2011  | Tilburg                                | Junior                  |
| 20 | 2013  | Yokohama                               | Junior                  |
| 21 | 2015  | Leyde                                  | Jonny                   |
| 22 | 2016  | Leyde                                  | Komodo                  |
| 23 | 2017  | Leyde                                  | Komodo                  |
| 24 | 2018  | Stockholm                              | Komodo                  |
| 25 | 2019  | Macao                                  | Komodo                  |
| 26 | 2022  | Vienne                                 | Komodo Dragon           |
| 27 | 2023  | Valence                                | Stoofvlees              |

## Championnat du monde des micro-ordinateurs (WMCCC)
De 1980 à 2001 se sont tenus des cycles séparés de championnat réservés aux micro-ordinateurs.
Jusqu'en 1991, les vainqueurs en étaient les ordinateurs dédiés, mais depuis ce sont les programmes tournant sur des ordinateurs personnels qui dominent la compétition.
Le programme de Richard Lang détient le record avec 7 titres (de 1984 à 1990) et de 10 titres pour les programmes commerciaux (1984 à 1993).
Ce championnat est organisé par l'ICGA (International Computer Games Association)
Lors de la 14e édition, à Jakarta, l'équipe israélienne de Junior s'est vue refuser l'accès au territoire indonésien et certaines équipes ont boycotté l'événement en protestation.
La 16e édition est identique à la 9e du championnat des ordinateurs plus haut.
| #  | Année | Lieu       | Vainqueur(s)                                   |
| -- | ----- | ---------- | ---------------------------------------------- |
| 1  | 1980  | Londres    | Fidelity Chess Challenger                      |
| 2  | 1981  | Travemünde | Fidelity X                                     |
| 3  | 1983  | Budapest   | Fidelity Elite A/S                             |
| 4  | 1984  | Glasgow    | Fidelity Elite X, Mephisto, Princhess X, Psion |
| 5  | 1985  | Amsterdam  | Mephisto / Nona                                |
| 6  | 1986  | Dallas     | Mephisto                                       |
| 7  | 1987  | Rome       | Mephisto / Psion                               |
| 8  | 1988  | Almería    | Mephisto                                       |
| 9  | 1989  | Portorož   | Mephisto                                       |
| 10 | 1990  | Lyon       | Mephisto                                       |
| 11 | 1991  | Vancouver  | Chessmachine (Gideon)                          |
| 12 | 1993  | Munich     | HIARCS                                         |
| 13 | 1995  | Paderborn  | MChess-Pro 5.0                                 |
| 14 | 1996  | Jakarta    | Shredder                                       |
| 15 | 1997  | Paris      | Junior                                         |
| 16 | 1999  | Paderborn  | Shredder                                       |
| 17 | 2000  | Londres    | Shredder                                       |
| 18 | 2001  | Maastricht | Deep Junior                                    |

## Championnat nord-américain des ordinateurs d'échecs (NACCC)
De 1970 à 1994, l'Association for Computing Machinery (ACM) organise les premiers tournois d'ordinateurs d'échecs.
La 14e édition est identique à la 4e édition du championnat décrit plus haut.
| #  | Année | Lieu                  | Vainqueur(s)           |
| -- | ----- | --------------------- | ---------------------- |
| 1  | 1970  | New York              | Chess 3.0              |
| 2  | 1971  | Chicago               | Chess 3.0              |
| 3  | 1972  | Boston                | Chess 3.0              |
| 4  | 1973  | Atlanta               | Chess 3.5              |
| 5  | 1974  | San Diego             | Ribbit                 |
| 6  | 1975  | Minneapolis           | Chess 4.4              |
| 7  | 1976  | Houston               | Chess 4.5              |
| 8  | 1977  | Seattle               | Chess 4.6              |
| 9  | 1978  | Washington            | Belle                  |
| 10 | 1979  | Detroit               | Chess 4.9              |
| 11 | 1980  | Nashville             | Belle                  |
| 12 | 1981  | Los Angeles           | Belle                  |
| 13 | 1982  | Dallas                | Belle                  |
| 14 | 1983  | New York              | Cray Blitz             |
| 15 | 1984  | San Francisco         | Cray Blitz             |
| 16 | 1985  | Denver                | HiTech                 |
| 17 | 1986  | Dallas                | Belle                  |
| 18 | 1987  | Dallas                | ChipTest-M             |
| 19 | 1988  | Orlando (Floride)     | Deep Thought           |
| 20 | 1989  | Reno (Nevada)         | HiTech et Deep Thought |
| 21 | 1990  | New York              | Deep Thought           |
| 22 | 1991  | Albuquerque           | Deep Thought II        |
| 23 | 1993  | Indianapolis          | Socrates II            |
| 24 | 1994  | Cape May (New Jersey) | Deep Thought           |